# Royaume de Patani
Pour les articles homonymes, voir Patani.

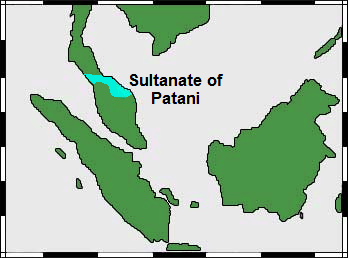
Le royaume de Patani

Le royaume de Patani était un royaume malais vassal des royaumes de Sukhothaï puis d'Ayutthaya. Fondé à une date incertaine, il a connu son apogée au début du XVIIe siècle, à l'époque des quatre sultanes, et a été annexé par le Siam en 1902.

## Histoire
Patani est situé dans la péninsule Malaise, au sud de l'isthme de Kra. Cette position était stratégique dans les réseaux commerciaux entre le Moyen-Orient, la Perse, l'Inde d'une part, et l'archipel indonésien, la Chine et le Japon d'autre part. La voie maritime habituelle passait par le détroit de Malacca. Certains marchands préféraient éviter les risques que présentait ce détroit, notamment la piraterie, et s'arrêtaient dans des ports situés dans la région de l'isthme de Kra, du côté d'où ils venaient. Les marchandises étaient ensuite transportées par voie terrestre à travers la péninsule pour être embarquées sur l'autre côte. Ce commerce a permis l'essor de Patani.
Au XIIIe siècle, ce commerce international est essentiellement tenu par des marchands musulmans. Comme dans d'autres États de la région, les princes de Patani se convertissent à l'islam pour rester dans ce réseau.
Entre-temps, l'expansion thaïe vers le sud, d'abord sous le royaume de Sukhothaï (1238-1438) puis sous celui d'Ayutthaya (1350-1767), devait immanquablement se heurter à la résistance des principautés du nord de la péninsule Malaise, dont celui de Patani. Patani finit par accepter leur suzeraineté.
Après la conquête de Malacca par les Portugais en 1511, le comportement de ces derniers amène les marins et marchands qui y faisaient escale, à s'en détourner et à aborder d'autres ports. Patani bénéficie ainsi d'une partie du commerce qui passait auparavant par Malacca.

### Les quatre sultanes
En 1572, la mort du sultan Manzur Shah est suivie de 12 années de guerres de succession entre ses fils et leurs cousins. Lorsqu'il ne reste plus un seul héritier mâle, c'est une des filles de Manzur, la princesse Ijau, qui monte sur le trône en 1584, devenant ainsi la première « reine » de Patani. 
Durant son règne de 31 ans, la sultane Ijau renforce les liens de Patani avec Johor et Pahang, deux autres royaumes malais de la péninsule. Cette politique de relative indépendance vis-à-vis d'Ayutthaya est rendue possible par le fait que de 1564 aux les années 1590, le royaume siamois doit faire face aux menaces des Birmans et des Khmers. Toutefois, à la fin du XVIe siècle, Ayutthaya retrouve sa puissance sous le règne du roi Naresuan.
Ijau meurt en 1615. Sa sœur Biru lui succède et règne jusqu'en 1622. Elle marie sa sœur Ungu au sultan Abdul Ghafur Mohaidin Syah de Pahang. Ce mariage donne une fille, Kuning. À la mort de Ghafur, Ungu rentre à Patani avec sa fille. Lorsque Kuning a 12 ans, sa tante Biru la marie à un prince siamois, Okya Decho, fils du prince de Nakhon Si Thammarat (que les Européens appellent « Ligor »), vassal d'Ayutthaya. 
À la mort de sa sœur en 1622, Ungu monte à son tour sur le trône. Elle s'arrange pour remarier sa fille au sultan de Johor. Okya Decho, furieux, obtient du roi d'Ayutthaya la permission de mener des troupes siamoises pour attaquer Patani. Ungu obtient le soutien de Pahang et Johor. L'attaque siamoise échoue.
Ungu mène une politique anti-siamoise et refuse par exemple de se faire appeler par son titre siamois de phra chao (« princesse »). Lorsque le prince Prasat Thong prend le pouvoir à Ayutthaya et se fait couronner roi en 1630, Ungu refuse de lui payer tribut. Patani saisit même deux bateaux d'Ayutthaya qui se rendaient à Batavia, siège de la compagnie néerlandaise des Indes orientales (Verenigde Oost-Indische Campagnie ou VOC). Par ailleurs, Patani envoie des troupes pour attaquer les principautés de Phatthalung et Nakhon Si Thammarat.
Jaramias van Vliet, un représentant de la VOC détaché à Ayutthaya en 1633, mentionne bien cette « rébellion » de Patani sous le règne du roi Prasat Thong. Il écrit que Patani payait jusque-là tribut à Ayutthaya. 
En 1633, Ayutthaya recrute des troupes pour soumettre Patani. Le roi de Kedah, un autre royaume malais, intervient comme médiateur. Ayutthaya décide finalement d'envoyer plutôt une ambassade à Patani.
La sultane Ungu meurt en 1635. Sa fille Kuning lui succède. Son mari rentre à Johor. Sous le règne de Kuning, Patani retrouve les heures glorieuses du commerce international. La reine fait draguer l'embouchure de la rivière Pattani pour qu'elle puisse accueillir plus de bateaux.
Contrairement à sa mère, hostile à Ayutthaya, la sultane Kuning renoue les liens avec le roi Prasat Thong. En 1636, un ambassadeur est envoyé à Ayutthaya. Un tribut sous forme de fleurs d'or est envoyé au roi siamois. Kuning se rend elle-même à la capitale siamoise en 1641.

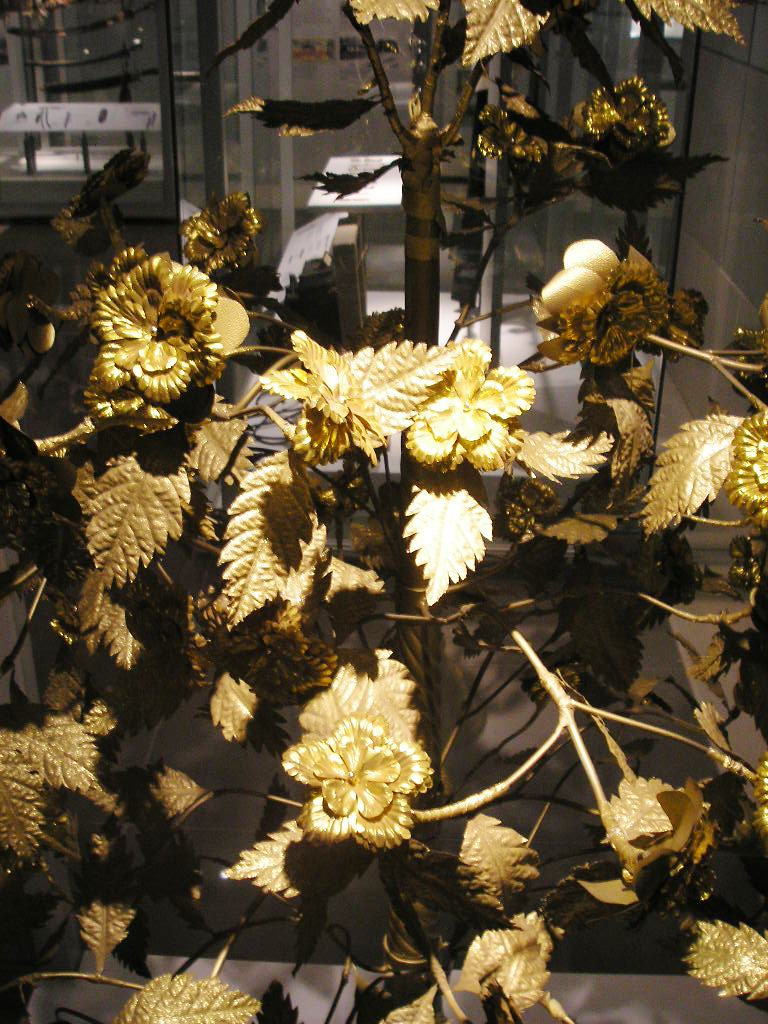
Bunga mas exposées au musée national de Kuala Lumpur en Malaisie.

De 1646 à 1649, Patani s'allie aux royaumes malais de Kedah et Singgora (Songkhla) pour résister à Ayutthaya. Les alliés attaquent et occupent Nakhon Si Thammarat en 1649. Ayutthaya envoie des troupes. En 1650, deux bateaux de Songkhla apportent un message de paix et des fleurs d'or (Bunga Mas) pour rendre hommage à Prasat Thong. 
En 1651, un prince de Kelantan, Raja Sakti, provoque un coup d'État. La sultane s'enfuit à Johor mais meurt en chemin près du rivage de Kelantan. Son corps est enterré dans le village de Kampung Pancor. Son règne aura été un des plus longs et prospères de la région.
Le Jésuite français Nicolas Gervaise écrit dans les années 1680 que la sultane Ijau n'avait pas accès à tous les secrets du sultanat. Pourtant, c'est sous Ijau, ses sœurs et sa nièce Kuning, que Patani atteint le sommet de sa prospérité par son commerce avec l'Asie du Sud-Est, le Japon et l'Europe. C'est également sous les sultanes que sont entrepris des travaux d'irrigation.
Patani était un des meilleurs ports naturels sur la longue côte orientale de la péninsule Malaise. Le royaume commerçait avec le Siam, les États de la péninsule et de l'ouest de l'archipel indonésien, mais aussi avec la Chine et l'Inde. Il servait d'entrepôt au poivre produit dans la région, contre lequel les marchands chinois venaient échanger des étoffes précieuses et de la porcelaine. Les marchands indiens apportaient aussi des étoffes, qu'ils échangeaient contre de l'or, des épices et des produits agricoles.
Après la chute d'Ayutthaya en 1767, Patani redevient indépendant. Puis sous le roi siamois Rama Ier, le sultanat est annexé par le Siam, qui supprime sa famille régnante (1771).
Il est finalement attribué officiellement au Siam dans le cadre du traité anglo-siamois de 1909. Patani, que les Siamois écrivent « Pattani », devient un monthon ou région du Siam et est divisé en 3 changwat ou provinces : la province de Pattani proprement dite et celles Narathiwat et Yala.